# Рункури (Алба)
Рункури (рум. Runcuri) насеље је у Румунији у округу Алба у општини Бистра. Oпштина се налази на надморској висини од 1103 m.

## Становништво
Према подацима из 2002. године у насељу је живело 17 становника, од којих су сви румунске националности.